# Affaire du double meurtre de Montfort-l'Amaury
L'affaire du double meurtre de Montfort-l'Amaury est une affaire criminelle et politico-financière française qui débute le 31 mai 1955 à Montfort-l'Amaury, dans la forêt de Rambouillet, près de Paris. Les ramifications s'étendent jusqu'en Espagne et au Maroc, générant un scandale médiatique impliquant des députés de la SFIO, sur fond d'escroquerie aux dépens de l'armée, et de soupçons de réglements de comptes au sein des services secrets. 
L'accusé du meurtre et les deux victimes s'étaient les semaines précédentes retrouvés dans un restaurant de Rambouillet avec un intermédiaire censé leur faciliter un contrat militaire prêt à livrer depuis mars[pas clair], pour y fêter sa probable conclusion, qui ne viendra jamais. Par la suite, le gangster Jo Attia s'accuse des meurtres, pour échapper aux prisons du Maroc, où il avait raté six mois plus tard un attentat commandé par les services secrets en pleine décolonisation, puis se rétracte.
Au cours du procès, deux avocats célèbres s'affrontent, René Floriot contre Jean Cornec. L'unique inculpé, aussi accusé d'escroquerie, échappe à la peine de mort grâce au mystère qui demeure sur le mobile et les auteurs des deux meurtres, malgré ses silences et les incidents de séance qui exaspèrent le président et les observateurs.

## Découverte des corps et gros titres de la presse

### Découverte des corps
Le double meurtre est commis le 31 mai 1955 au Carrefour des Sept-chênes, sur un chemin de terre quittant la route menant  de Montfort-l'Amaury à Saint-Léger-en-Yvelines pour s'enfoncer dans la forêt de Rambouillet, à seulement un kilomètre de l'étang Rompu, théâtre un quart de siècle plus tard de l'affaire Robert Boulin.
Dès le lendemain matin, des bûcherons découvrent criblés de balles Roger Labaan, et Louis Robinard. Le second agonise pendant trois jours à l'hôpital. Les deux victimes étaient francs-maçons et proches depuis leur rencontre dans la Résistance. Robinard, négociant en ferrailles, faisait travailler occasionnellement son ami Labaan depuis la faillite de sa maison d'édition, spécialisée dans le roman noir comme celle de son ami Roger Dermée ,.
À côté des corps, la camionnette de Labaan, remplie de cartons contenant des vieilles boites en fer remplies de graisse pour être revendues à l'armée française. La marchandise est issue de ferrailleurs ou de surplus militaires américains, achetée à bas prix ce qui garantit des marges élevées, d'autant qu'un partie est en fait prélevée dans le parc automobile militaire.
Pour revendre le tout à l'armée française via des appuis bien placés, les deux amis avaient plusieurs fois rencontré un nommé Rousseau, fonctionnaire au ministère de la guerre dans un café proche, sur le boulevard Saint-Germain à Paris, puis dans un restaurant de Rambouillet, à dix kilomètres de la scène de crime, où plusieurs rendez-vous leur avaient permis de rencontrer un officier assurant que « tout est d'accord » pour acheter deux millions de boites de graisse.

### Premières annonces
Les enquêteurs convoquent immédiatement Francis Bodenan, un ex-croupier du casino d'Enghien-les-Bains qui connaissait depuis cinq ans une des victimes. La police révèle aux médias qu'il leur avait promis d'obtenir, grâce à ses relations, un contrat pour livrer à l'armée française plusieurs millions de boites repeintes et remplies de graisse, car il est ami avec le député socialiste Jean Capdeville, vice-président de la commission de la défense à l'Assemblée  nationale, depuis 1951.
La police annonce aussi que Bodenan avait dérobé à une vieille dame habitant à Colombes un revolver, ayant appartenu à son fils, suicidé en 1946, le "capitaine Luandeur", en réalité le "capitaine Lahana-Landrieux", un des dirigeants du BCRA, les services secrets gaullistes pendant la Seconde Guerre mondiale,. La veille dame a transmis à Francis Bodenan un dossier, dont elle espère la réhabilitation de son fils.
Le lendemain de la découverte des deux corps, la première brigade mobile interroge Francis Bodenan, l'inculpe d'escroquerie et lui reproche d'avoir parlé à d'autres avant elle: le jour de la découverte des corps, il roulait jusqu'à Rouen visiter son ami le député socialiste Jean Capdeville,. On apprend aussi qu'il doit prochainement comparaitre dans une affaire d'escroquerie à l'assurance.

## Suites de l'enquête

### L'affaire d'assurances de 1952
Francis Bodenan est défendu rapidement par un avocat célèbre, Jacques Martin-Sané. Le 10 juin, il déplore ne pas avoir encore reçu le dossier de l'inculpé . On apprend ensuite que l'affaire d'assurance remonte à 1952: son client ne comparait qu'en appel, après avoir été acquitté en première instance. L'assureur l'accuse d'avoir fait brûler pour 25 millions de francs de tissu afin de toucher une assurance de 10 millions de francs souscrite peu avant par son employeur, la société Afrimex, basée à Casablanca, qui a perçu aussi 19 millions d'indemnités. Trois ans après, cinq incendies successifs auraient visé l'entrepôt de Gennevilliers où son partenaire Louis Robinard stocke les boîtes de graisse, achetées à l'armée américaine seulement 9 millions de francs mais assurées à hauteur de 80 millions de francs.

### Les traites de cavalerie
Francis Bodenan dément l'assassinat et déclare que les deux hommes ont été « victimes d'agents secrets ». Il reconnait simplement avoir fait de la « cavalerie » en signant pour 60 millions de francs de traites (effets de commerce), qui ont permis à Louis Robinard de commander les boites de graisse, que ses fournisseurs lui ont livrées avant l'assassinat. 
Les traites garantissent le fonds de roulement, avancé par les fournisseurs. Un tiers du montant est rétrocédé sous forme de commission, ce qui en fait des « traites croisées » entre Robinard et Bodenan, les rendant financièrement solidaires dans cette affaire: chacun détenant des traites de l'autre, ils ont tous deux intérêt à ce que la vente de boites aboutisse car une défaillance de l'un dévaluerait ses traites, détenues par l'autre. Ils se sont engagés oralement à ne pas les mettre en circulation ni les escompter avant le paiement des boites de graisse, pour ne pas faire capoter l'affaire. 
Mais l'engagement n'est en fait pas complètement tenu : Bodenan et Robinard font escompter un bon quart du total, respectivement pour 5 millions et 9 millions de traites. Car l'affaire commence à s'ébruiter, quand le Trésor  public « tarde curieusement à payer ». Il faut en effet « récompenser un grand résistant qu'on ne pouvait récompenser autrement », dit la rumeur. Les fournisseurs s'impatientent et Louis Robinard exprime à son entourage des doutes sur la solvabilité de Francis Bodenan. Nahmias, un négociant qui a livré les graisses à bas prix, insiste pour savoir si elles ont finalement trouvé preneur et obtient une visite de l'entrepôt loué par Robinard, finalement annulée.
Robinard est tracassé par ce retard mais « ébloui par sa toute récente admission dans la franc-maçonnerie ». Acceptant de nouveaux partenaires, il met fin à la collaboration avec Scuto qui lui servait de courtier depuis 13 ans et se tourne vers un autre commissionnaire, qui rencontrait lui aussi le député Jean Capdeville chez un notable franc-maçon, mais aussi le truand Jo Attia dans les cafés.  
Francis Bodenan fait escompter les traites signées par Robinard chez un courtier parisien, rue de Richelieu, où la secrétaire reçoit, six jours avant le crime, un appel évoquant une « affaire urgente et très grave ». Il a en fait échoué à faire escompter une partie de ces traites par un homme d'affaires « qui fut un familier de Joanovici », le célèbre ferrailleur millionnaire de Mende, en Lozère, alors exposé aux extorsions du même Jo Attia. 
Louis Robinard évoque lui aussi d'un problème sérieux, cette fois la veille du crime, à son avocat Jean Cornec, qui sera ensuite celui de sa veuve. Ce soir là, Robinard a dîné dans un restaurant près du ministère de la Défense avec Francis Bodenan, qui lui promet que le règlement par l'armée du solde est imminent, et de nouvelles traites.

### Les menaces contre Robinard
Quelques jours avant sa mort, Louis Robinard confie à sa femme avoir « fait la connaissance de canailles particulièrement dangereuses » et n'avoir « jamais eu aussi peur de sa vie », alors qu'il fréquente Bodenan depuis cinq ans. A sa secrétaire, il déclare avoir « affaire avec des gangsters », au point de risquer de devoir en descendre « cinq ou six » et à son amie Michèle Perrier, juste avant de se rendre au rendez-vous fatal: « si je ne reviens pas ce soir, ce n'est pas parce que je me serai suicidé ». En s'y rendant avec son ami Seban, il s'avise de déposer, par prudence, dans un café de Boulogne ses titres de propriété sur les graisses et les traites de Francis Bodenan.

### Le dernier soir
Robinard et son ami Seban ont dîné vers 19 heures 30 dans un restaurant près du ministère et du café du boulevard Saint-Germain où Bodenan a fixé rendez-vous à 20 heures, « comme d'habitude », avec les échantillons de graisse .
Mais Bodenan n'est pas venu et un « guide », que les enquêteurs ont identifié, s'est substitué à lui pour amener les deux victimes à un autre rendez-vous. La rumeur rapportée par la presse croit savoir que c'est le chauffeur d'un officier supérieur. Selon Bodenan, il n'a rencontré les victimes ce soir-là que pour leur transmettre le dossier sur le capitaine Andrieux, un ancien du SDECE, que sa mère lui a donné pour le réhabiliter et qu'il fait passer à Laban, qui s'appelait « Sebaan » dans la Résistance, pour que ce dernier le montre à « son ancien patron », qui l'a demandé. 
L'autopsie révèlera que la digestion du repas n'était pas achevée lors du crime, soit environ deux heures après le repas. Dans la soirée, Bodenan est appelé chez lui à 23 heures par Grabeau, une relation d'affaires qui est dans une réception et retourne son appel, Bodenan, souhaitant l'appeler qu'il part le lendemain en Normandie « s'occuper d'une affaire de récupération d'épaves ». Ce témoin sera passé au crible par l'accusation et les parties civiles et il faudra un mandat d'amener pour obliger à témoigner au procès . Un voisin de Bodenan, le bedeau d'Enghien, témoigne de son côté avoir vu le soir du crime sa voiture devant son domicile vers 20 heures 15.

## Contexte politique
Le scandale est énorme et émeut l'opinion publique. Des personnalités politiques ou militaires sont mises en cause, le plus souvent par allusions, sans que leurs liens avec Francis Bodenan, unique inculpé, « aient pu être précisées, ou même établies ». Mais deux députés sont aussi nommés. Parmi eux, un ex-grand résistant, Jean Capdeville, chez qui il s'est rendu le lendemain du crime, car le député SFIO de la Seine-Maritime l'y avait invité  et où il a appelé plusieurs correspondants à Paris.
Contesté au sein de la SFIO dès 1954, Jean Capdeville était depuis juin 1946 à la commission de la Défense nationale, qu'il coprésidait depuis 1951. La presse cite le 6 juin un second député ayant assuré l'impunité à Bodenan et précise que le commissaire divisionnaire Gillet ne réfère pas comme annoncé la veille, au ministre de l'intérieur le radical Maurice Bourgès-Maunoury, mais au directeur de la Sûreté nationale, qui annonce immédiatement la suspension d'un policier ayant brièvement fondé une société avec Bodenan. 
La SFIO, absente du pouvoir depuis 1952, venait tout juste de gagner des chances sérieuses d'y revenir, le Parti radical devenant son allié depuis le congrès extraordinaire de mai 1955, gagné par l'ex-président du Conseil Pierre Mendès France, où a été voté le principe d'un Front républicain s'alliant avec la SFIO .  Léon Martinaud-Déplat, président administratif du Parti radical et Edgar Faure, président du Conseil et son ministre Maurice Bourgès-Maunoury, y ont été marginalisés.
Lors de la visite de Bodenan chez lui, Jean Capdeville était en fait en voyage d'inspection en Afrique. Immédiatement interrogé dans le Sud marocain par l'AFP, il se déclare ignorant tout de l'affaire. De retour à Paris après dix jours, il porte plainte en dénonciation calomnieuse contre Bodenan et s'explique: un autre député et un fonctionnaire lui avaient présenté il y a quatre ans Bodenan, qu'il avait embauché pendant un mois et demi comme garçon de courses. Bodenan lui avait ensuite, sans succès, demandé son appui pour l'autorisation d'ouvrir une maison de jeux à Rouen puis pour revendre à l'armée 75000 cadenas. Capdeville l'avait alors dirigé vers le commandant Golfier et un intendant de première classe au ministère de la guerre, De Courville, comme il le reconnait finalement dans une lettre au juge. Bodenan affirme que Jean Capdeville l'a aussi introduit pour vendre des chemises et mitraillettes issus des surplus américains.
Le député a de nouveau été approché en 1955 pour le contrat militaire des boites de graisse. Selon les témoignages de deux proches des victimes, Bordières et Antier, respectivement secrétaire de Louis Robinard et ami de Roger Laaban, le député avait « fourni les apaisements nécessaires » aux deux ferrailleurs en annonçant que le marché ne tarderait pas à être « officialisé ». Pour se porter garant, il avait selon Bodenan exigé une commission de 10 millions de francs, dont un demi-million en liquide et un chèque de 50 000 francs. Capdeville dément en disant que ce chèque remboursait une dette envers Bodenan.
Jean Capdeville reconnaît avoir souvent pris des repas au cercle maçonnique de la rue Cadet, mais pas avec les deux victimes comme l'affirme Bodenan, et avoir revu Bodenan 8 jours avant le crime.
Le comité directeur de la SFIO l'exclut le 3 juillet 1955, décision annoncée dès juin, d'autant que les victimes semblent du même parti, puis confirmée en appel le 15 décembre 1956 à l'unanimité moins deux voix. Le jeune Pierre Bérégovoy est tenté par son siège mais écarté  Tony Larue, maire du Grand-Quevilly. Après sa démission Jean Capdeville devient commandant, dans les CRS puis dans l'infanterie en Algérie .  

## Mobiles évoqués et pièces à conviction

### Pièces à conviction
Une semaine après le crime, les autopsies montrent que les deux victimes ont été criblées de balles par trois tueurs utilisant des armes de calibre différents. Deux balles de 8 mm ont pulvérisé l'oreille, méthode utilisée durant l'Occupation pour les exécutions sommaires. Un garde forestier et sa femme avaient entendu des coups de feu vers 23 heures.
Parmi les pièces à conviction contre Bodenan, le contrat de location d'une voiture de même marque et de même couleur que la sienne, laissée à Paris le soir du crime, comme s'il avait voulu préparer un alibi, en utilisant en réalité la sienne. Bodenan dit ne l'avoir louée que pour faire réviser la sienne et être allé à Rouen faire annuler les traites, faute de marché conclu. Les enquêteurs l'accusent cependant d'avoir alors antidaté le blanc-seing signé de Robinard annulant ce marché, en fixant une date antérieure à l'assassinat. On apprendra bien plus tard que les personnes qu'il a appelées de Rouen appartenaient au SDECE.
La police dévoile aussi rapidement qu'une vieille dame habitant Colombes, le soupçonne d'avoir dérobé le pistolet de son fils, ex-capitaine du SDECE, suicidé en 1946, dont le nom n'est cependant pas correctement dévoilé à la presse en 1955. Bodenan affirme l'avoir seulement empruntée à la vieille dame, de peur qu'elle ne se suicide avec. Apprenant l'assassinat, il voulut porter l'arme à Jean Capdeville à Rouen, puis le trouvant absent, a préféré la jeter dans la Seine dans un réflexe de panique. En octobre, il se plaindra que les recherches pour la retrouver aient pris cinq mois, alors qu'il les avaient demandé dès son arrestation.

### Les trois mobiles évoqués
Le mobile du double meurtre n'apparait pas clairement aux enquêteurs. Francis Bodenan, qui se retrouve inculpé d'escroquerie a-t-il voulu éliminer des témoins? Il n'a pu escompter qu'une partie des traites émises par Robinard, qui n'ont plus de valeur après sa disparition. Robinard qui ne décède que trois jours après son agression risquait par ailleurs de le dénoncer.  Bodenan était également  exposé, pour avoir loué une voiture de même marque et de même couleur que la sienne, laissée à Paris, comme s'il avait voulu préparer un alibi, en utilisant en réalité la sienne. Face à l'« atmosphère de scandale dont semble entourée cette affaire », Le Monde préfère parler d'un dossier « encore mystérieux, d'une affaire qui réserve bien des surprises ».
Deux autres thèses sur le mobile du crime sont évoquées dans les livres récapitulant l'affaire plusieurs décennies après,,,. La première estime que le meurtre a pour motivation le dossier sur le capitaine Andrieux, un ancien du SDECE, que sa mère avait donné à Francis Bodenan, qui l'avait ensuite transmis aux victimes du double meurtre, à qui un mystérieux interlocuteur avait demandé d'amener ce dossier au rendez-vous où elles sont assassinées. Laban, qui s'appelait « Sebaan » dans la Résistance, devait y montrer à « son ancien patron » ces « documents secrets sur le capitaine Andrieux » contenus dans ce dossier, selon Francis Bodenan.
Le capitaine Andrieux, de son vrai nom Lahana, est évoqué dans plusieurs livres sur l'histoire du SDECE, notamment ceux de Jean-Pierre Lenoir, ancien des services secrets et du trio Rémi Kauffer, Roger Faligot et Jean Guisnel. Chef de poste à Londres du BCRA, ancêtre du SDECE, le capitaine Lahana avait organisé sa transformation en  DGER, dont il coordonnait l'état-major des services, en tant qu'adjoint du secrétaire général André Manuel . Il avait été chargé d'allouer les fonds secrets de Londres à la DGER, dont une partie avait servi à créer une société qu'il gérait. En mai 1946, André Dewavrin, alias le "colonel Passy", patron du BCRA puis de la DGER avait été incarcéré, mais c'est Lahana qui avait été accusé d'être « un des principaux responsables des irrégularités découvertes » dans ces fonds. A son tour emprisonné, au fort de Montrouge, il y avait été retrouvé mort en août 1946, auteur d'une lettre s'excusant du préjudice moral causé à ses camarades, un suicide selon la version officielle. Mais l'accusation d'avoir abusé de ces fonds est injuste selon sa mère,, qui demande à Francis Bodenan de réhabiliter sa mémoire à l'aide des papiers confidentiels qu'elle lui transmet et qu'il fait passer aux victimes. Le Monde précise en 1957 qu'une information judiciaire est toujours en cours sur le sujet. Les recoupements ultérieurs d'historiens auprès d'André Dewavrin montrent que les fonds accordés par Londres ont principalement servi à des usages militaires, sous strict contrôle comptable, même si l'emblématique "colonel Passy" restera ensuite écarté de la direction du SDECE. 
Une autre thèse sera étayée par le journaliste Thierry Wolton en 2014, puis en 2017 par l'écrivain spécialiste des enquêtes policières Serge Jacquemard, qui signe Henry Sergg, celle d'un double meurtre visant à intimider le célèbre ferrailleur millionnaire Joseph Joanovici et son entourage, afin de lui extorquer des fonds. Alors qu'il est déjà exposé au chantage à des révélations sur son passé sous l'Occupation, Joinovici était en relation d'affaires à la fois avec l'une des victimes et avec un suspect, le célèbre truand Jo Attia.
Jo Attia avait échappé à des condamnations lourdes dans d'autres affaires, grâce au futur ministre de la Justice, le député Edmond Michelet, qu'il avait connu en captivité et qui s'était porté plusieurs fois témoin de moralité, le rendant presque intouchable,. Jo Attia bénéficiera d'un non-lieu dans celle-ci, en se faisant oublier après des années. Attia connaissait la situation fragile de Francis Bodenan car il a participé à l'escompte des traites du trafic de boites de graisse.  
Peu après le verdict du 12 octobre 1957 condamnant ce dernier, les reporters de L'Aurore publient de nombreux témoignages d'habitants de Mende, fief de Joseph Joanovici, qui reconnaissent avoir vu Jo Attia lui rendre visite. Le train de vie de ce dernier est ensuite remarqué et il ouvre un luxueux cabaret à Abidjan en Côte d'Ivoire.

## Le rôle de Jo Attia

### Extradition de la prison de Tanger
Prisonnier pendant la Seconde Guerre mondiale au camp de Mauthausen, Attia y avait aidé le colonel René Bertrand « Beaumont », futur directeur de la recherche au Service de documentation extérieure et de contre-espionnage, qui le fait ensuite travailler occasionnellement, jusqu'en 1957, pour des opérations clandestines, principalement au Maroc. Le SDECE travaille aussi parfois avec un autre gros truand, Joseph Renucci, également pour des opérations au Maroc, mais ce dernier décline celles proposées en 1955.
Recruté par un préfet de l'administration colonialeJo Attia part au Maroc fin 1955, après le double meurtre de Montfort-l'Amaury. Assisté de deux complices, Antoine Nottini, ancien de la Gestapo, et Georges Boucheseiche, il doit y faire des repérages pour éliminer, à la demande du SDECE, Allal el Fassi, l'un des leaders de l'Istiqlal marocain. 
L'opération est très risquée et déconseillée aux agents du SDECE, car Allal el Fassi est alors à Tétouan, dans la Zone internationale de Tanger, où il est reçu le 29 novembre 1955 par le général Garcia Valino, haut commissaire d'Espagne, pour demander au dictateur Franco de reconnaitre l'indépendance du Maroc, ce qui sera fait le 14 janvier 1956 après des manifestations et grèves. 
Entre-temps, la délégation de l'Istiqlal doit se réfugier à l'hôtel Dersa de Tétouan,,. Le SDECE a envoyé aussi son agent Gaston Despierres, mais discrêtement car  Henri Fille-Lambie, chef du service Action du SDECE désapprouve cette opération, demandée par le gouvernement.
Présent aussi sur les lieux, un autre, espion du SDECE, actif au Maroc depuis mars 1952 , Antoine Méléro , soupçonné d'avoir assassiné le 11 juin 1955 à Casablanca l'industriel Jacques Lemaigre Dubreuil, figure des libéraux du Maroc, un autre attentat très risqué.
Jo Attia se montre plusieurs fois peu discret. Son engin explosif, bricolé avec un réveil, est remarqué par des passants et dénoncé à la police espagnole qui parvient à le désamorcer à temps ,,. Attia se fait prendre. Arrêté au début de 1956, il est emprisonné à Tanger, à vingt kilomètres de Tétouan , dans la Zone sous administration internationale. 
Le SDECE est alors anxieux de rapatrier Jo Attia car sa compagne, la belle Carmen, qui tient le bar Le Gavroche, rue Joseph-de-Maistre, est furieuse. Elle menace de tout dévoiler à la presse et le fera finalement au compte-gouttes. Les déclarations aux enquêteurs de Roger Lenz, un autre ami de Jo Attia recherché depuis le meurtre, sont ainsi recoupées par les enquêteurs dans les bars de Montmartre.

### Compléments d'enquête
Peu après, le 5 février 1956, la presse révèle que l'enquête sur l'affaire du double meurtre de Montfort-l'Amaury « parait entrer maintenant dans une phase décisive »: le commissaire principal Samson et l'officier de police Tabary sont partis à Tanger pour étudier l'extradition d'Attia,  qui « se trouvait en France à l'époque où furent assassinés, à Montfort-l'Amaury, Louis Robinard et Roger Laaban » et était en relation avec Francis Bodenan.
Le Monde du 7 février 1956 révèle de source judiciaire qu'après avoir « quitté la France en 1955 » il a été « récemment arrêté à Tanger pour port d'arme »  et le 10 février que « la justice espagnole l'accuse d'avoir commis un attentat à Tétouan », peu avant, contre Allal el Fassi. Les espagnols demandent donc eux aussi son extradition de la Zone internationale de Tanger.
Début mars 1956, l'extradition demandée par le juge d'instruction à Rambouillet est toujours refusée par le tribunal mixte de la Zone internationale de Tanger. C'est donc dans la prison de Malabata que doivent être organisées les confrontations avec un témoin,.
Depuis Tanger, Attia accepte peu à peu de dire qu'il a joué un rôle dans l'affaire de Montfort-l'Amaury. Puis il s'accuse du crime. Il aurait dîné sur les bords de la Marne le soir du double assassinat et pris lendemain pension dans un hôtel sous un faux nom. Un supplément d'information est ordonné car on apprend au même moment que Paul Jacob, un ami de Capdeville et Francis Bodenan, s'était fait voler trois revolvers ayant pu être utilisé dans le double meurtre, sur sa péniche à Neuilly, comme le confirme la plainte pour vol déposée en janvier 1956. 
Passant parfois à Paris, entre deux voyages en "Mauritanie", Paul Jacob avait téléphoné à Francis Bodenan au lendemain du double crime, comme un carnet de la secrétaire l'atteste. 
Pas dupes, les Espagnols finissent par accepter de laisser aux Français l'extradition, une fois l'Indépendance du Maroc réglée au printemps 1956. L'instruction traîne ensuite jusqu'en 1957 et la pression retombe ce qui permet à Attia de bénéficier d'un non-lieu: il a escompté des traites mais cela ne suffit pas à l'accuser du vol des pistolets alors que Bodenan, lui, est toujours inculpé et ne coopère pas.

### Colère du Garde des Sceaux
Une fois Jo Attia extradé, il se déclare finalement innocent et explique en juin 1957 puis en décembre 1957 qu'il ne s'était accusé que pour échapper aux geôles de Tanger,,. 
« Pour en sortir il fallait que je me "mouille" dans une affaire restée impunie. On m'a proposé l'assassinat de Jacques Lemaigre-Dubreuil et le crime de Montfort-l'Amaury. Comme ça sentait le grillé au Maroc, j'ai opté (sic) pour Montfort », précise-t-il,.
Une fois dans le bureau du juge, il propose même d'appeler l'adjoint du chef du service Action Didier Faure-Beaulieu (« Lefort ») du SDECE pour confirmer son innocence. 
En colère, le Garde des Sceaux Édouard Corniglion-Molinier demande des explications à Pierre Boursicot, directeur général du SDECE. Ce dernier limoge aussitôt le chef du service Action Henri Fille-Lambie, alias "Jacques Morlane". Ses hommes rappelleront ensuite qu'il désapprouve l'opération confiée à Jo Attia dans la Zone internationale de Tanger, demandée par le gouvernement.

## Procès
Au cours du procès, deux avocats célèbres s'affrontent, René Floriot contre Jean Cornec. Le premier crée un rare incident, en quittant la séance pendant une heure trente pour protester contre la partialité du président, ne revenant qu'après une démarche du bâtonnier. Le second se fait pour sa part traiter de « salaud »« salaud », par l'unique accusé, contre qui ces incidents suscitent l'exaspération.
Jean Cornec, l'avocat de Lucien Robinard avant le crime, défend sa veuve désargentée et leur enfant. Depuis 1956, il est président de la Fédération des conseils de parents d'élèves (FCPE) et le restera pendant un quart de siècle.
Pendant l'instruction, longue de 21 mois, un homme prétendant savoir où sont les armes du crime l'appelle puis disparait. D'autres fausses pistes et témoignages approximatifs noient le dossier, haut d'un mètre et demi, qui fait toujours « la Une de la presse ». 
Le procès, qui n'a pas apporté beaucoup plus de lumière, est interrompu en juin 1957 pour reprendre en décembre , avec de nouveaux jurés et un nouveau procureur. Francis Bodenan continue à nier en bloc, tout en laissant entendre qu'il sait « beaucoup de choses, mais sans en préciser aucune », et que son silence sauvera la vie de sa famille. La presse adopte un ton sévère à son égard,, après les neuf audiences de décembre et 40 témoins à la barre, notamment lorsqu'il perd son sang-froid, en traitant Jean Cornec de « salaud »,.
Jusqu'au dernier jour, « des doutes demeurent » sur sa culpabilité. Il est « menteur », comme l'en accuse le président en pleine audience, qui viole ainsi son devoir d'impartialité, et escroc comme le dit la presse, mais « rien, sinon un réseau de présomptions, ne permet de dire formellement qu'il a assassiné ». 
Son défenseur, René Floriot, renseigne largement les journalistes et maintient la thèse d'une « affaire d'espionnage » autour de Jo Attia dont il exige la comparution. Attia répondant qu'il ne faisait au Maroc que du tourisme, René Floriot l'accuse d'avoir tué pour protéger son trafic d'armes avec l’Égypte  puis souligne que les « traites croisées » entre Robinard et Bodenan les rendaient en réalité financièrement solidaires. Anticipant cet argument, Jean Cornec s'est concerté avant avec le procureur Henri Toubas pour le réfuter, car le sujet est « aride », mais reconnaitra ne pas y être parvenu. 
Henri Toubas convient « qu'il partage la conviction » de la partie civile mais semble penser, selon Jean Cornec, que Bodenan est seulement complice du meurtre. 
Finalement, le 13 décembre la cour d'assises de Seine-et-Oise condamne l'unique accusé à douze ans de travaux forcés. Un « tarif Prisunic pour un double assassinat », jugé clément pour l'époque. 
Vingt ans plus tard, Jean Cornec défend sa plaidoirie « acharnée », dans un livre  rappelant aussi ses doutes, notamment sur le rôle exact de Bodenan dans l'exécution du crime, l'absence de vérifications quand Jo Attia disparait du dossier, ou encore sur la décision du président de la Cour d'assises de refuser, au motif que l'affaire a « assez duré », la demande de René Floriot de faire citer à l'avant-dernier jour le témoignage d'un restaurateur chez qui les auteurs du crime auraient déjeuné la veille de leur forfait. 
L'avocat de la veuve rappelle dans ce livre avoir été menacé de mort car il était persuadé que Francis Bodenan n'a pas agi seul, malgré la « loi du silence », qui selon lui pesait sur les policiers et les témoins. 
Une décennie plus tôt, c'est René Floriot qui avait publié un livre, consacré aux erreurs judiciaires, l'année où il défendait cette fois une victime de Francis Bodenan, l'indépendantiste congolais Moïse Tshombé, conduit de force en Algérie.

## Carrière ultérieure de Francis Bodenan
Francis Bodenan est libéré au début de l'année 1966 après dix ans de prison. En juin 1967, une mission lui est confiée par la CIA ou le SDECE alors en cours de démantèlement, selon les versions: le détournement de l'avion à bord duquel avait pris place Moïse Tshombé, condamné à mort par contumace en mars 1967 par un tribunal congolais pour avoir proclamé la sécession du Katanga, riche province du cuivre et du cobalt. Le jet BAe 125 est détourné vers l'Algérie, une opération pour laquelle Bodenan sera condamné en Espagne en 1982 car il est parti le 29 juin de Las Palmas aux Baléares. Moïse Tshombé décède deux ans après en Algérie, officiellement d'une crise cardiaque.
Le rôle de Bodenan atteste de la participation d'espions français à ce rapt aérien, mais il est ensuite resté difficile de savoir « jusqu'à quel niveau politique cette participation a été décidée », compte tenu de l'évolution du SDECE en 1967.